# Criticisme
El criticisme és una posició filosòfica presentada per Immanuel Kant, amb l'objectiu d'eliminar la polèmica existent entre el dogmatisme i l'escepticisme sobre la capacitat humana d'arribar al coneixement ple de la realitat que ens envolta. Així, mentre que el dogmatisme afirma la plena capacitat humana d'arribar al coneixement de la realitat, l'escepticisme afirma la impossibilitat d'arribar-ne a un coneixement segur. El criticisme afirma que el coneixement és possible (contra l'escepticisme), però que aquest coneixement no és un coneixement definitiu (contra el dogmatisme), ja que el coneixement ha de ser considerat com a provisional. Ha de ser objecte de contínues crítiques i revisions, ja que sempre hem de deixar la porta oberta a la possibilitat que el que fins ara hem considerat com a cert, pugui ser fals.
Aquesta postura ha estat defensada per altres autors, entre els quals podem destacar a Karl Popper.